# Puchar Świata w skokach narciarskich 2001/2002
Puchar Świata w skokach narciarskich 2001/2002 – 23. edycja Pucharu Świata mężczyzn w skokach narciarskich, która rozpoczęła się 23 listopada 2001 na obiekcie Puijo w Kuopio.
Zdobywcą Kryształowej Kuli został – po raz drugi z rzędu – Adam Małysz.

## Kalendarz i wyniki
| Lp.                                                                               | Data              | Miejscowość      | Skocznia                 | K    | Uwagi        | 1. miejsce                                                                                 | 2. miejsce                                                                           | 3. miejsce                                                                          |
| --------------------------------------------------------------------------------- | ----------------- | ---------------- | ------------------------ | ---- | ------------ | ------------------------------------------------------------------------------------------ | ------------------------------------------------------------------------------------ | ----------------------------------------------------------------------------------- |
| 1.                                                                                | 23 listopada 2001 | Kuopio           | Puijo                    | K120 | nocny        | Adam Małysz                                                                                | Martin Schmitt                                                                       | Kazuyoshi Funaki                                                                    |
| 2.                                                                                | 24 listopada 2001 | Kuopio           | Puijo                    | K120 | nocny        | Risto Jussilainen                                                                          | Adam Małysz                                                                          | Martin Höllwarth                                                                    |
| 3.                                                                                | 1 grudnia 2001    | Titisee-Neustadt | Hochfirstschanze         | K120 | -            | Adam Małysz                                                                                | Martin Schmitt                                                                       | Stephan Hocke                                                                       |
| 4.                                                                                | 2 grudnia 2001    | Titisee-Neustadt | Hochfirstschanze         | K120 | -            | Sven Hannawald                                                                             | Adam Małysz                                                                          | Andreas Goldberger                                                                  |
| 5.                                                                                | 8 grudnia 2001    | Villach          | Alpenarena               | K90  | -            | Adam Małysz                                                                                | Matti Hautamäki                                                                      | Kazuyoshi Funaki                                                                    |
| 6.                                                                                | 9 grudnia 2001    | Villach          | Alpenarena               | K90  | druż.        | Finlandia 1. Veli-Matti Lindström 2. Toni Nieminen 3. Matti Hautamäki 4. Risto Jussilainen | Japonia 1. Kazuya Yoshioka 2. Hideharu Miyahira 3. Noriaki Kasai 4. Kazuyoshi Funaki | Polska 1. Robert Mateja 2. Wojciech Skupień 3. Łukasz Kruczek 4. Adam Małysz        |
| 7.                                                                                | 15 grudnia 2001   | Engelberg        | Gross-Titlis-Schanze     | K120 | -            | Stephan Hocke                                                                              | Sven Hannawald                                                                       | Matti Hautamäki                                                                     |
| 8.                                                                                | 16 grudnia 2001   | Engelberg        | Gross-Titlis-Schanze     | K120 | -            | Adam Małysz                                                                                | Simon Ammann                                                                         | Martin Koch                                                                         |
| 9.                                                                                | 21 grudnia 2001   | Predazzo         | Trampolino Dal Ben       | K120 | nocny        | Adam Małysz                                                                                | Andreas Widhölzl                                                                     | Simon Ammann                                                                        |
| 10.                                                                               | 22 grudnia 2001   | Predazzo         | Trampolino Dal Ben       | K120 | nocny        | Adam Małysz                                                                                | Simon Ammann                                                                         | Andreas Widhölzl                                                                    |
| 11.                                                                               | 30 grudnia 2001   | Oberstdorf       | Schattenbergschanze      | K115 | TCS          | Sven Hannawald                                                                             | Martin Höllwarth                                                                     | Simon Ammann                                                                        |
| 12.                                                                               | 1 stycznia 2002   | Ga-Pa            | Große Olympiaschanze     | K115 | TCS          | Sven Hannawald                                                                             | Andreas Widhölzl                                                                     | Adam Małysz                                                                         |
| 13.                                                                               | 4 stycznia 2002   | Innsbruck        | Bergisel                 | K120 | TCS          | Sven Hannawald                                                                             | Adam Małysz                                                                          | Martin Höllwarth                                                                    |
| 14.                                                                               | 6 stycznia 2002   | Bischofshofen    | im. Paula Ausserleitnera | K120 | TCS          | Sven Hannawald                                                                             | Matti Hautamäki                                                                      | Martin Höllwarth                                                                    |
| 15.                                                                               | 12 stycznia 2002  | Willingen        | Mühlenkopfschanze        | K120 | -            | Sven Hannawald                                                                             | Matti Hautamäki                                                                      | Veli-Matti Lindström                                                                |
| 16.                                                                               | 13 stycznia 2002  | Willingen        | Mühlenkopfschanze        | K120 | druż.        | Austria 1. Martin Höllwarth 2. Andreas Goldberger 3. Stefan Horngacher 4. Andreas Widhölzl | Finlandia 1. Veli-Matti Lindström 2. Tami Kiuru 3. Janne Ahonen 4. Matti Hautamäki   | Niemcy 1. Christof Duffner 2. Stephan Hocke 3. Sven Hannawald 4. Martin Schmitt     |
| 17.                                                                               | 19 stycznia 2002  | Zakopane         | Wielka Krokiew           | K120 | -            | Matti Hautamäki                                                                            | Sven Hannawald                                                                       | Andreas Widhölzl                                                                    |
| 18.                                                                               | 20 stycznia 2002  | Zakopane         | Wielka Krokiew           | K120 | -            | Adam Małysz                                                                                | Sven Hannawald                                                                       | Matti Hautamäki                                                                     |
| 19.                                                                               | 24 stycznia 2002  | Hakuba           | Olimpijska               | K120 | nocny        | Andreas Widhölzl                                                                           | Martin Koch Stefan Horngacher                                                        | -                                                                                   |
| 20.                                                                               | 26 stycznia 2002  | Sapporo          | Ōkurayama                | K120 | nocny        | Andreas Widhölzl                                                                           | Martin Koch                                                                          | Noriaki Kasai                                                                       |
| 21.                                                                               | 27 stycznia 2002  | Sapporo          | Ōkurayama                | K120 | druż.        | Austria 1. Stefan Horngacher 2. Wolfgang Loitzl 3. Martin Koch 4. Andreas Widhölzl         | Japonia 1. Hideharu Miyahira 2. Hiroki Yamada 3. Noriaki Kasai 4. Kazuyoshi Funaki   | Finlandia 1. Jussi Hautamäki 2. Pekka Salminen 3. Kimmo Yliriesto 4. Janne Ylijärvi |
|                                                                                   |                   |                  |                          |      |              |                                                                                            |                                                                                      |                                                                                     |
| Zimowe Igrzyska Olimpijskie 2002 • Salt Lake City (Park City), 8 – 24 lutego 2002 |                   |                  |                          |      |              |                                                                                            |                                                                                      |                                                                                     |
|                                                                                   |                   |                  |                          |      |              |                                                                                            |                                                                                      |                                                                                     |
| 22.                                                                               | 1 marca 2002      | Lahti            | Salpausselkä             | K116 | TN, nocny    | Martin Schmitt                                                                             | Adam Małysz                                                                          | Robert Kranjec                                                                      |
| 23.                                                                               | 2 marca 2002      | Lahti            | Salpausselkä             | K116 | nocny, druż. | Finlandia 1. Matti Hautamäki 2. Veli-Matti Lindström 3. Risto Jussilainen 4. Janne Ahonen  | Słowenia 1. Primož Peterka 2. Igor Medved 3. Robert Kranjec 4. Peter Žonta           | Niemcy 1. Christof Duffner 2. Stephan Hocke 3. Michael Uhrmann 4. Martin Schmitt    |
|                                                                                   |                   |                  |                          |      |              |                                                                                            |                                                                                      |                                                                                     |
| Mistrzostwa Świata w Lotach Narciarskich 2002 • Harrachov, 9 – 10 marca 2002      |                   |                  |                          |      |              |                                                                                            |                                                                                      |                                                                                     |
|                                                                                   |                   |                  |                          |      |              |                                                                                            |                                                                                      |                                                                                     |
| 24.                                                                               | 13 marca 2002     | Falun            | Lugnet                   | K115 | TN, nocny    | Matti Hautamäki                                                                            | Martin Schmitt                                                                       | Sven Hannawald Janne Ahonen                                                         |
| 25.                                                                               | 15 marca 2002     | Trondheim        | Granåsen                 | K120 | TN, nocny    | Matti Hautamäki                                                                            | Adam Małysz                                                                          | Sven Hannawald                                                                      |
| 26.                                                                               | 17 marca 2002     | Oslo             | Holmenkollbakken         | K115 | TN           | Simon Ammann                                                                               | Sven Hannawald                                                                       | Adam Małysz                                                                         |
| 27.                                                                               | 23 marca 2002     | Planica          | Velikanka                | K185 | loty, druż.  | Finlandia 1. Matti Hautamäki 2. Veli-Matti Lindström 3. Risto Jussilainen 4. Janne Ahonen  | Niemcy 1. Christof Duffner 2. Martin Schmitt 3. Michael Uhrmann 4. Sven Hannawald    | Austria 1. Martin Koch 2. Andreas Widhölzl 3. Andreas Goldberger 4. Wolfgang Loitzl |
|                                                                                   | 24 marca 2002     | Planica          | Velikanka                | K185 | loty         | odwołany                                                                                   | odwołany                                                                             | odwołany                                                                            |

## Skocznie
| OberstdorfGa-PaInnsbruckBischofshofen Miejsca zawodów Turnieju Czterech Skoczni | KuopioTitisee-NeustadtVillachEngelbergPredazzoWillingenZakopaneLahtiFalunTrondheimOsloPlanica Pozostałe miejsca zawodów w Europie | HakubaSapporo Miejsca zawodów w Japonii |

W tabeli podano rekordy skoczni obowiązujące przed rozpoczęciem Pucharu Świata 2001/2002 lub ustanowione bądź wyrównane w trakcie jego trwania (wyróżnione wytłuszczeniem).
| Zdjęcie        | Nazwa skoczni              | Miejscowość            | K    | Rekord skoczni | Rekord skoczni     | Rekord skoczni |
| Zdjęcie        | Nazwa skoczni              | Miejscowość            | K    | Odległość      | Rekordzista        | Data           |
| -------------- | -------------------------- | ---------------------- | ---- | -------------- | ------------------ | -------------- |
|                | Puijo                      | Kuopio                 | K120 | 135,5 m        | Masahiko Harada    | 04.03.1998     |
|                | Hochfirstschanze           | Titisee-Neustadt       | K120 | 145,0 m        | Sven Hannawald     | 02.12.2001     |
|                | Alpenarena                 | Villach                | K90  | 99,5 m         | Adam Małysz        | 08.12.2001     |
|                | Gross-Titlis-Schanze       | Engelberg              | K120 | 137,0 m        | Alan Alborn        | 15.12.2001     |
| Simon Ammann   | Gross-Titlis-Schanze       | Engelberg              | K120 | 137,0 m        |                    | 15.12.2001     |
|                | Trampolino Dal Ben         | Predazzo               | K120 | 132,5 m        | Adam Małysz        | 22.12.2001     |
|                | Schattenbergschanze        | Oberstdorf             | K115 | 133,0 m        | Martin Schmitt     | 29.12.2000     |
|                | Große Olympiaschanze       | Garmisch-Partenkirchen | K115 | 129,5 m        | Adam Małysz        | 01.01.2001     |
|                | Bergisel                   | Innsbruck              | K120 | 134,5 m        | Sven Hannawald     | 04.01.2002     |
|                | Paul-Ausserleitner-Schanze | Bischofshofen          | K120 | 139,0 m        | Sven Hannawald     | 06.01.2002     |
|                | Mühlenkopfschanze          | Willingen              | K120 | 151,5 m        | Adam Małysz        | 03.02.2001     |
|                | Wielka Krokiew             | Zakopane               | K120 | 135,5 m        | Stefan Kaiser      | 04.03.2001     |
|                | Olimpijska                 | Hakuba                 | K120 | 137,0 m        | Masahiko Harada    | 17.02.1998     |
| Takanobu Okabe | Olimpijska                 | Hakuba                 | K120 | 137,0 m        |                    | 17.02.1998     |
|                | Ōkurayama                  | Sapporo                | K120 | 139,0 m        | Martin Schmitt     | 24.01.1999     |
|                | Salpausselkä               | Lahti                  | K116 | 132,0 m        | Ville Kantee       | 24.02.2001     |
|                | Lugnet                     | Falun                  | K115 | 130,5 m        | Matti Hautamäki    | 13.03.2002     |
|                | Granåsen                   | Trondheim              | K120 | 138,5 m        | Adam Małysz        | 09.03.2001     |
|                | Holmenkollbakken           | Oslo                   | K115 | 132,5 m        | Sven Hannawald     | 12.03.2000     |
|                | Velikanka                  | Planica                | K185 | 225,0 m        | Andreas Goldberger | 18.03.2000     |

## Statystyki indywidualne
| Markus Eigentler | –  | –  | –   | –  | –  | –  | –  | q  | 49 | –  | –  | q  | q   | –  | –   | –  | –   | –   | –  | –   | –  | –     |
| Manuel Fettner | –  | –  | –   | –  | –  | 23 | 26 | 27 | q  | 24 | 42 | 38 | 33  | –  | –   | –  | –   | –   | –  | 43  | 35 | 44    |
| Andreas Goldberger | 12 | 8  | 4   | 3  | 31 | 9  | 21 | 7  | 10 | 10 | 22 | 17 | 10  | 13 | 51  | 13 | –   | –   | 31 | 29  | 11 | 18    |
| Martin Höllwarth | 8  | 3  | 7   | 19 | 7  | 5  | 13 | 6  | 7  | 2  | 7  | 3  | 3   | 12 | 5   | 6  | –   | –   | 49 | 8   | –  | 5     |
| Thomas Hörl | –  | –  | –   | –  | –  | –  | –  | –  | –  | –  | –  | q  | q   | –  | –   | –  | –   | –   | –  | –   | –  | –     |
| Gerhard Hofer | –  | –  | –   | –  | –  | –  | –  | –  | –  | –  | –  | q  | q   | –  | –   | –  | –   | –   | –  | –   | –  | –     |
| Stefan Horngacher | 18 | 21 | 20  | 15 | 20 | 12 | 6  | 11 | 12 | 17 | 17 | 21 | 14  | 17 | 35  | 9  | 2   | 6   | 26 | 9   | 23 | 27    |
| Stefan Kaiser | –  | –  | –   | –  | –  | 51 | q  | –  | –  | –  | –  | 33 | 35  | –  | 29  | 46 | 30  | 14  | –  | –   | –  | –     |
| Bastian Kaltenböck | –  | –  | –   | –  | –  | –  | –  | –  | –  | –  | –  | q  | q   | –  | –   | –  | –   | –   | –  | –   | –  | –     |
| Martin Koch | 17 | 43 | 5   | 33 | 28 | 16 | 3  | 8  | 6  | 13 | 10 | 27 | 40  | –  | 6   | 7  | 2   | 2   | 14 | 12  | 45 | 10    |
| Andreas Kofler | –  | –  | –   | –  | –  | –  | –  | –  | –  | –  | –  | q  | q   | –  | –   | –  | –   | –   | –  | –   | –  | –     |
| Wolfgang Loitzl | 28 | 24 | 36  | 28 | 25 | –  | –  | 45 | 27 | 42 | 30 | 35 | 49  | –  | 10  | 8  | 8   | 8   | 37 | 34  | 32 | 32    |
| Bernhard Metzler | –  | –  | –   | –  | 44 | 49 | q  | –  | –  | –  | –  | q  | q   | –  | –   | –  | –   | –   | –  | –   | –  | –     |
| Christian Nagiller | –  | –  | –   | –  | –  | –  | –  | –  | –  | –  | –  | q  | q   | –  | –   | –  | –   | –   | –  | –   | –  | –     |
| Balthasar Schneider | –  | –  | –   | –  | –  | –  | –  | –  | –  | –  | –  | q  | q   | –  | –   | –  | –   | –   | –  | –   | –  | –     |
| Reinhard Schwarzenberger | –  | –  | –   | –  | 36 | –  | –  | –  | –  | –  | –  | q  | q   | –  | –   | –  | –   | –   | –  | –   | –  | –     |
| Stefan Thurnbichler | –  | –  | –   | –  | –  | –  | –  | –  | –  | –  | q  | q  | 50  | –  | –   | –  | –   | –   | –  | 40  | q  | q     |
| Andreas Widhölzl | 5  | 4  | 9   | 48 | 17 | –  | –  | 2  | 3  | 6  | 2  | 6  | 12  | 5  | 3   | 4  | 1   | 1   | 28 | 33  | 8  | 11    |
| Białoruś |    |    |     |    |    |    |    |    |    |    |    |    |     |    |     |    |     |     |    |     |    |       |
| Andrej Łyskawiec | –  | –  | –   | –  | –  | –  | –  | –  | –  | –  | –  | –  | –   | –  | 47  | q  | –   | –   | –  | –   | –  | –     |
| Aleksandr Swietłow | –  | –  | –   | –  | –  | –  | –  | –  | –  | –  | –  | –  | –   | –  | q   | –  | –   | –   | –  | –   | –  | –     |
| Bułgaria |    |    |     |    |    |    |    |    |    |    |    |    |     |    |     |    |     |     |    |     |    |       |
| Georgi Żarkow | –  | –  | q   | –  | q  | –  | –  | –  | –  | –  | q  | q  | –   | 44 | q   | q  | –   | –   | –  | –   | –  | –     |
| Czechy |    |    |     |    |    |    |    |    |    |    |    |    |     |    |     |    |     |     |    |     |    |       |
| Michal Doležal | 47 | 41 | 21  | 29 | 45 | 36 | 23 | –  | 35 | 31 | 41 | q  | q   | –  | q   | 45 | –   | –   | –  | –   | –  | –     |
| Jakub Hlava | –  | q  | –   | –  | q  | –  | –  | –  | –  | –  | –  | –  | –   | –  | –   | –  | 49  | q   | –  | –   | –  | –     |
| Jakub Janda | 22 | 17 | 11  | 9  | 15 | 14 | 29 | 24 | 21 | 38 | 33 | q  | 19  | –  | 49  | 40 | –   | –   | –  | –   | –  | –     |
| Jakub Jiroutek | q  | q  | –   | –  | –  | q  | q  | –  | –  | q  | q  | –  | –   | –  | –   | –  | 46  | 27  | –  | q   | q  | q     |
| Jan Matura | –  | –  | –   | –  | –  | –  | –  | –  | –  | –  | –  | 50 | q   | 41 | 39  | q  | –   | –   | –  | –   | –  | –     |
| Jan Mazoch | –  | –  | –   | –  | –  | –  | –  | –  | –  | –  | –  | –  | –   | –  | –   | –  | –   | –   | –  | 41  | q  | q     |
| Jiří Parma | –  | –  | –   | –  | –  | –  | –  | –  | –  | –  | –  | q  | q   | –  | –   | –  | q   | q   | –  | –   | –  | –     |
| Jaroslav Sakala | q  | –  | 39  | 34 | 42 | 48 | q  | –  | –  | q  | q  | –  | –   | –  | 33  | 44 | 33  | 46  | –  | –   | –  | –     |
| Jakub Sucháček | –  | –  | q   | q  | –  | –  | –  | –  | –  | –  | –  | –  | –   | –  | –   | –  | –   | –   | –  | –   | –  | –     |
| Estonia |    |    |     |    |    |    |    |    |    |    |    |    |     |    |     |    |     |     |    |     |    |       |
| Jouko Hein | –  | –  | –   | –  | –  | –  | –  | –  | –  | q  | q  | q  | dns | –  | q   | q  | –   | –   | q  | –   | –  | –     |
| Jaan Jüris | –  | –  | –   | –  | –  | –  | –  | –  | –  | q  | q  | q  | dns | –  | 44  | q  | –   | –   | q  | –   | –  | –     |
| Finlandia |    |    |     |    |    |    |    |    |    |    |    |    |     |    |     |    |     |     |    |     |    |       |
| Janne Ahonen | 33 | –  | –   | –  | 19 | 18 | 11 | –  | –  | 12 | 16 | q  | 16  | 8  | 34  | 14 | –   | –   | 4  | 3   | 5  | 4     |
| Pasi Ahonen | q  | –  | –   | –  | –  | –  | –  | –  | –  | –  | –  | –  | –   | –  | –   | –  | –   | –   | q  | –   | –  | –     |
| Lauri Hakola | 46 | –  | –   | –  | –  | –  | –  | –  | –  | –  | –  | –  | –   | –  | –   | –  | –   | –   | q  | –   | –  | –     |
| Janne Happonen | 11 | 30 | q   | q  | –  | –  | –  | –  | –  | –  | –  | –  | –   | –  | –   | –  | –   | –   | 33 | 20  | 14 | 29    |
| Jussi Hautamäki | 14 | 20 | 14  | 23 | 40 | 13 | 12 | 27 | 20 | 27 | 35 | 22 | 41  | 23 | dns | –  | 17  | 17  | 45 | 23  | 26 | 38    |
| Matti Hautamäki | 20 | –  | dsq | 11 | 2  | 3  | 7  | 4  | 4  | 4  | 6  | 4  | 2   | 2  | 1   | 3  | –   | –   | 5  | 1   | 1  | 8     |
| Lassi Huuskonen | 16 | 36 | 46  | q  | –  | –  | –  | –  | –  | –  | –  | –  | –   | –  | –   | –  | –   | –   | 46 | –   | –  | –     |
| Risto Jussilainen | 4  | 1  | 9   | 10 | 20 | 17 | 37 | 13 | 22 | 7  | 20 | 15 | 13  | –  | 13  | 11 | –   | –   | 10 | 17  | 10 | 12    |
| Ville Kantee | 32 | 38 | –   | –  | 24 | q  | 42 | –  | –  | –  | –  | –  | –   | 25 | dns | –  | –   | –   | –  | –   | –  | –     |
| Kalle Keituri | q  | –  | –   | –  | –  | –  | –  | –  | –  | –  | –  | –  | –   | –  | –   | –  | –   | –   | 19 | –   | –  | –     |
| Tami Kiuru | 15 | 16 | 33  | 38 | 26 | 40 | 41 | 20 | 15 | 39 | 26 | 32 | 24  | 19 | 37  | 17 | –   | –   | 43 | –   | –  | –     |
| Akseli Kokkonen | 36 | –  | –   | –  | –  | –  | –  | –  | –  | –  | –  | –  | –   | –  | –   | –  | –   | –   | –  | –   | –  | –     |
| Akseli Lajunen | q  | –  | –   | –  | –  | –  | –  | –  | –  | –  | –  | –  | –   | –  | –   | –  | –   | –   | q  | –   | –  | –     |
| Arttu Lappi | –  | –  | –   | –  | –  | –  | –  | –  | –  | –  | –  | –  | –   | –  | –   | –  | –   | –   | 8  | 15  | 28 | 31    |
| Veli-Matti Lindström | 27 | 9  | 22  | 16 | 9  | 8  | 34 | 26 | 19 | 37 | 34 | 37 | 26  | 3  | 18  | 24 | –   | –   | 20 | –   | 7  | 24    |
| Juha Miettinen | –  | –  | –   | –  | –  | –  | –  | –  | –  | –  | –  | –  | –   | –  | –   | –  | –   | –   | q  | –   | –  | –     |
| Toni Nieminen | 25 | 13 | q   | 22 | 5  | 45 | 9  | –  | –  | 16 | 36 | 49 | 37  | –  | 14  | 43 | –   | –   | q  | –   | –  | –     |
| Pekka Salminen | 26 | –  | –   | –  | –  | –  | –  | q  | q  | –  | –  | –  | –   | –  | –   | –  | 32  | 43  | q  | –   | –  | –     |
| Janne Ylijärvi | q  | –  | –   | –  | –  | –  | –  | 14 | 33 | q  | 28 | 39 | 39  | –  | –   | –  | 13  | 15  | 34 | –   | –  | –     |
| Kimmo Yliriesto | q  | –  | –   | –  | –  | –  | –  | 38 | 40 | –  | –  | –  | –   | –  | –   | –  | 10  | 22  | 16 | 46  | 27 | 22    |
| Francja |    |    |     |    |    |    |    |    |    |    |    |    |     |    |     |    |     |     |    |     |    |       |
| Emmanuel Chedal | –  | –  | –   | –  | 45 | 42 | 25 | 40 | 38 | q  | q  | q  | 36  | 39 | –   | –  | –   | –   | 39 | 28  | q  | 43    |
| Nicolas Dessum | 50 | 46 | –   | –  | 35 | 27 | q  | q  | 17 | 22 | 21 | 35 | 11  | 36 | –   | –  | –   | –   | 25 | 47  | 44 | q     |
| Florentin Durand | –  | –  | –   | –  | –  | –  | –  | –  | –  | –  | –  | –  | –   | 45 | –   | –  | –   | –   | –  | –   | –  | –     |
| David Lazzaroni | –  | –  | –   | –  | –  | –  | –  | –  | –  | –  | –  | –  | –   | –  | –   | –  | –   | –   | –  | –   | –  | 39    |
| Rémi Santiago | q  | q  | –   | –  | q  | –  | –  | q  | 36 | q  | 43 | 40 | 43  | 29 | –   | –  | –   | –   | 50 | 31  | 47 | q     |
| Gruzja |    |    |     |    |    |    |    |    |    |    |    |    |     |    |     |    |     |     |    |     |    |       |
| Kachaber Cakadze | –  | –  | q   | q  | q  | –  | –  | –  | –  | q  | q  | –  | q   | –  | –   | –  | –   | –   | –  | –   | –  | –     |
| Holandia |    |    |     |    |    |    |    |    |    |    |    |    |     |    |     |    |     |     |    |     |    |       |
| Niels de Groot | –  | –  | –   | –  | q  | –  | –  | –  | –  | –  | –  | –  | –   | –  | –   | –  | q   | q   | –  | –   | –  | –     |
| Christoph Kreuzer | –  | –  | –   | –  | –  | –  | –  | –  | –  | –  | –  | –  | –   | –  | –   | –  | q   | 29  | q  | q   | q  | q     |
| Ingemar Mayr | q  | –  | –   | –  | q  | –  | –  | q  | q  | 40 | q  | 46 | 46  | q  | –   | –  | 22  | 48  | q  | q   | q  | q     |
| Jeroen Nikkel | –  | –  | –   | –  | q  | –  | –  | –  | –  | –  | –  | –  | –   | –  | –   | –  | –   | –   | –  | –   | –  | –     |
| Boy van Baarle | –  | –  | –   | –  | q  | –  | –  | –  | –  | –  | –  | –  | –   | q  | –   | –  | q   | q   | –  | –   | –  | –     |
| Japonia |    |    |     |    |    |    |    |    |    |    |    |    |     |    |     |    |     |     |    |     |    |       |
| Kazuyoshi Funaki | 3  | 6  | 6   | 2  | 3  | 39 | 47 | 15 | 24 | 28 | 32 | 16 | 29  | 6  | –   | –  | 11  | 9   | 12 | 10  | 13 | 20    |
| Masahiko Harada | q  | 29 | 18  | 4  | 38 | q  | 35 | –  | –  | 34 | 31 | q  | 23  | –  | –   | –  | 31  | 11  | –  | q   | 39 | q     |
| Akira Higashi | –  | –  | –   | –  | –  | –  | –  | –  | –  | –  | –  | –  | –   | –  | –   | –  | 20  | 19  | 23 | q   | 24 | 48    |
| Daiki Itō | –  | –  | –   | –  | –  | –  | –  | –  | –  | –  | –  | –  | –   | –  | –   | –  | –   | –   | –  | 48  | q  | 33    |
| Noriaki Kasai | 19 | 23 | 25  | 21 | 7  | 25 | 30 | –  | –  | q  | 37 | 28 | 20  | 15 | –   | –  | 8   | 3   | –  | 22  | 25 | 28    |
| Hideharu Miyahira | q  | 27 | 35  | 20 | 12 | 15 | 8  | –  | –  | 14 | 12 | 10 | 31  | 7  | –   | –  | 5   | 12  | 48 | 25  | 34 | 9     |
| Kazuhiro Nakamura | q  | q  | q   | 49 | q  | q  | q  | –  | –  | –  | –  | –  | –   | –  | –   | –  | q   | –   | –  | –   | –  | –     |
| Takanobu Okabe | –  | –  | –   | –  | –  | –  | –  | –  | –  | –  | –  | –  | –   | –  | –   | –  | 24  | 20  | –  | –   | –  | –     |
| Sōta Okamura | –  | –  | –   | –  | –  | –  | –  | –  | –  | –  | –  | –  | –   | –  | –   | –  | 28  | 31  | –  | –   | –  | –     |
| Hiroya Saitō | –  | –  | –   | –  | –  | –  | –  | –  | –  | –  | –  | –  | –   | –  | –   | –  | 38  | 18  | –  | –   | –  | –     |
| Yukio Sakano | –  | –  | –   | –  | –  | –  | –  | –  | –  | –  | –  | –  | –   | –  | –   | –  | 45  | 32  | –  | –   | –  | –     |
| Masayuki Satō | 49 | q  | 38  | q  | 50 | q  | q  | –  | –  | –  | –  | –  | –   | –  | –   | –  | 48  | q   | –  | –   | –  | –     |
| Yasuhiro Shibata | –  | –  | –   | –  | –  | –  | –  | q  | q  | –  | –  | q  | q   | –  | –   | –  | –   | –   | –  | –   | –  | –     |
| Yasunori Suzuki | –  | –  | –   | –  | –  | –  | –  | –  | –  | –  | –  | –  | –   | –  | –   | –  | 34  | q   | –  | –   | –  | –     |
| Teppei Takano | –  | –  | –   | –  | –  | –  | –  | 43 | q  | –  | –  | q  | 48  | –  | –   | –  | 37  | q   | –  | –   | –  | –     |
| Shingo Ueno | –  | –  | –   | –  | –  | –  | –  | –  | –  | –  | –  | –  | –   | –  | –   | –  | 43  | 38  | –  | –   | –  | –     |
| Yūta Watase | q  | q  | q   | q  | q  | q  | q  | –  | –  | –  | –  | –  | –   | –  | –   | –  | 26  | q   | –  | 42  | q  | q     |
| Hiroki Yamada | –  | –  | –   | –  | –  | –  | –  | 30 | 25 | 11 | 4  | 13 | q   | 26 | –   | –  | 4   | 7   | 29 | q   | 36 | 34    |
| Naoki Yasuzaki | –  | –  | –   | –  | –  | –  | –  | –  | –  | –  | –  | –  | –   | –  | –   | –  | –   | 42  | –  | –   | –  | –     |
| Yuki Yasukawa | –  | –  | –   | –  | –  | –  | –  | 50 | q  | –  | –  | –  | –   | –  | –   | –  | –   | –   | –  | –   | –  | –     |
| Kazuya Yoshioka | 40 | 34 | 19  | 14 | 33 | 29 | 24 | –  | –  | 35 | 46 | q  | q   | 27 | –   | –  | 29  | 44  | –  | –   | –  | –     |
| Kazachstan |    |    |     |    |    |    |    |    |    |    |    |    |     |    |     |    |     |     |    |     |    |       |
| Stanisław Filimonow | q  | q  | 42  | 37 | q  | 28 | q  | 35 | 28 | 46 | q  | q  | q   | 34 | –   | –  | dns | dns | –  | q   | 37 | q     |
| Pawieł Gajduk | q  | q  | q   | q  | q  | q  | q  | q  | q  | q  | q  | q  | q   | 33 | –   | –  | –   | –   | –  | –   | –  | –     |
| Aleksandr Korobow | –  | –  | –   | –  | –  | –  | –  | –  | –  | –  | –  | q  | q   | q  | –   | –  | –   | –   | –  | –   | –  | –     |
| Maksim Połunin | q  | q  | q   | q  | q  | q  | q  | q  | 41 | q  | q  | q  | q   | 46 | –   | –  | –   | –   | –  | q   | 37 | q     |
| Kirgistan |    |    |     |    |    |    |    |    |    |    |    |    |     |    |     |    |     |     |    |     |    |       |
| Dmitrij Czwykow | –  | –  | –   | –  | 41 | 35 | 31 | 44 | q  | q  | q  | 42 | q   | –  | –   | –  | –   | –   | –  | –   | –  | –     |
| Korea Południowa |    |    |     |    |    |    |    |    |    |    |    |    |     |    |     |    |     |     |    |     |    |       |
| Choi Heung-chul | q  | q  | q   | –  | –  | q  | q  | –  | –  | q  | q  | q  | –   | 30 | –   | –  | 27  | 35  | –  | q   | 49 | q     |
| Choi Yong-jik | –  | –  | –   | –  | –  | –  | –  | –  | –  | q  | q  | q  | –   | –  | –   | –  | q   | 50  | –  | –   | –  | –     |
| Kang Chil-ku | –  | –  | q   | –  | –  | q  | q  | 36 | q  | q  | q  | –  | 38  | –  | –   | 36 | 37  | –   | 39 | 48  | q  |       |
| Kim Hyun-ki | –  | –  | q   | –  | –  | q  | q  | –  | –  | q  | q  | q  | –   | –  | –   | –  | 47  | 45  | –  | q   | q  | q     |
| Niemcy |    |    |     |    |    |    |    |    |    |    |    |    |     |    |     |    |     |     |    |     |    |       |
| Roland Audenrieth | –  | –  | –   | –  | 49 | –  | –  | –  | –  | 47 | q  | –  | –   | –  | –   | –  | –   | –   | –  | –   | –  | –     |
| Kai Bracht | –  | –  | –   | –  | –  | –  | –  | –  | –  | q  | q  | –  | –   | –  | –   | –  | 40  | 26  | –  | –   | –  | –     |
| Christof Duffner | 24 | 35 | 13  | 13 | 26 | 33 | 20 | 20 | 23 | 23 | 23 | 34 | 21  | 10 | 25  | 29 | –   | –   | 7  | 16  | 12 | 16    |
| Dirk Else | –  | –  | –   | –  | –  | –  | –  | –  | –  | 42 | q  | 19 | q   | 20 | 12  | 30 | 35  | 28  | 39 | –   | –  | –     |
| Leif Frey | –  | –  | –   | –  | –  | –  | –  | –  | –  | 36 | q  | –  | –   | –  | –   | –  | –   | –   | –  | –   | –  | –     |
| Sven Hannawald | 5  | 14 | dsq | 1  | 4  | 2  | 15 | 5  | 5  | 1  | 1  | 1  | 1   | 1  | 2   | 2  | –   | –   | –  | 3   | 3  | 2     |
| Alexander Herr | q  | 32 | q   | 24 | 16 | 21 | 16 | 16 | 32 | 41 | 39 | 45 | 38  | 21 | 28  | 16 | 19  | 13  | 36 | 24  | 43 | q     |
| Stephan Hocke | 7  | 5  | 3   | 5  | –  | 1  | 22 | 9  | 8  | 21 | 11 | 9  | 17  | 11 | 19  | 18 | –   | –   | 44 | 11  | 29 | 47    |
| Hansjörg Jäkle | –  | –  | –   | –  | 30 | –  | –  | 47 | 34 | 33 | 38 | –  | –   | –  | –   | –  | –   | –   | –  | –   | –  | –     |
| Frank Löffler | 37 | q  | 23  | 41 | –  | q  | 49 | –  | –  | q  | q  | –  | –   | –  | –   | –  | –   | –   | –  | –   | –  | –     |
| Maximilian Mechler | –  | –  | –   | –  | –  | –  | –  | –  | –  | q  | q  | –  | –   | –  | –   | –  | –   | –   | –  | –   | –  | –     |
| Michael Möllinger | –  | –  | –   | –  | –  | –  | –  | –  | –  | 50 | q  | –  | –   | –  | –   | –  | –   | –   | –  | –   | –  | –     |
| Michael Neumayer | –  | –  | –   | –  | –  | –  | –  | –  | –  | q  | q  | –  | –   | –  | –   | –  | 18  | 10  | –  | –   | –  | –     |
| Stefan Pieper | –  | –  | –   | –  | –  | –  | –  | –  | –  | q  | q  | –  | –   | –  | –   | –  | –   | –   | –  | –   | –  | –     |
| Jörg Ritzerfeld | –  | –  | –   | –  | 29 | –  | –  | –  | –  | 30 | q  | –  | –   | –  | –   | –  | 6   | 16  | 41 | 21  | 31 | 30    |
| Martin Schmitt | 2  | 7  | 2   | 7  | –  | 11 | 48 | 10 | 16 | 19 | 8  | 5  | 5   | 18 | 4   | 5  | –   | –   | 1  | 2   | 6  | 7     |
| Georg Späth | 42 | q  | 37  | 12 | q  | 24 | q  | 42 | 29 | 9  | 25 | 14 | 25  | 14 | 21  | 38 | –   | –   | q  | q   | 46 | q     |
| Michael Uhrmann | 21 | 32 | 31  | 8  | 20 | q  | 32 | 37 | 37 | 20 | 38 | 20 | 22  | 31 | 15  | 39 | –   | –   | 9  | 27  | 18 | 25    |
| Norwegia |    |    |     |    |    |    |    |    |    |    |    |    |     |    |     |    |     |     |    |     |    |       |
| David Andersen | –  | –  | q   | 46 | 47 | –  | –  | q  | q  | –  | –  | –  | –   | –  | –   | –  | –   | –   | –  | –   | –  | –     |
| Jan-Ottar Andersen | –  | –  | –   | –  | –  | –  | –  | –  | –  | –  | –  | –  | –   | –  | –   | –  | –   | –   | –  | –   | –  | q     |
| Anders Bardal | q  | 19 | 29  | 26 | –  | 47 | 13 | –  | –  | 26 | 43 | 47 | 42  | –  | 20  | 23 | –   | –   | 23 | 13  | 22 | 21    |
| Lars Bystøl | –  | –  | –   | –  | –  | –  | –  | –  | –  | –  | –  | –  | –   | –  | 24  | 27 | –   | –   | 30 | –   | 42 | 37    |
| Olav Magne Dønnem | 44 | 31 | 43  | 50 | 48 | –  | –  | –  | –  | q  | q  | q  | 47  | –  | 43  | –  | –   | –   | –  | 49  | 30 | 35    |
| Ole Christen Enger | –  | –  | –   | –  | –  | –  | –  | –  | –  | –  | –  | –  | –   | –  | –   | –  | 23  | 40  | q  | –   | q  | q     |
| Trond Arild Evensen | –  | –  | –   | –  | –  | –  | –  | –  | –  | –  | –  | –  | –   | –  | –   | –  | –   | –   | –  | –   | q  | q     |
| Daniel Forfang | –  | –  | –   | –  | –  | –  | –  | –  | –  | –  | –  | –  | –   | –  | –   | –  | –   | –   | –  | –   | q  | –     |
| Kim-Roar Hansen | –  | –  | –   | –  | –  | q  | q  | q  | q  | –  | –  | –  | –   | –  | –   | –  | –   | –   | –  | –   | –  | q     |
| Tommy Ingebrigtsen | 31 | 22 | 8   | 39 | 11 | 34 | 39 | –  | –  | q  | 49 | 30 | 45  | –  | q   | 48 | –   | –   | –  | 50  | q  | q     |
| Håvard Lie | –  | –  | –   | –  | –  | –  | –  | –  | –  | –  | –  | –  | –   | –  | –   | 36 | –   | –   | –  | –   | q  | q     |
| Roar Ljøkelsøy | 48 | 28 | 34  | 27 | 18 | 19 | 5  | –  | –  | q  | q  | 26 | 32  | –  | 38  | 22 | –   | –   | 21 | q   | 15 | q     |
| Sigurd Pettersen | –  | –  | –   | –  | –  | –  | –  | –  | –  | –  | –  | –  | –   | –  | –   | –  | 25  | q   | –  | –   | q  | q     |
| Bjørn Einar Romøren | 45 | 47 | 45  | q  | q  | –  | –  | 49 | q  | –  | –  | –  | –   | –  | –   | –  | –   | –   | 35 | q   | q  | 45    |
| Tore Sneli | –  | –  | –   | –  | –  | –  | –  | –  | –  | –  | –  | –  | –   | –  | –   | –  | –   | –   | –  | –   | –  | q     |
| Morten Solem | q  | q  | –   | –  | –  | 50 | q  | q  | q  | –  | –  | –  | –   | –  | 31  | q  | 39  | 21  | –  | –   | –  | –     |
| Henning Stensrud | –  | –  | –   | –  | –  | –  | –  | –  | –  | q  | q  | 48 | q   | –  | –   | –  | –   | –   | q  | –   | 41 | q     |
| Polska |    |    |     |    |    |    |    |    |    |    |    |    |     |    |     |    |     |     |    |     |    |       |
| Daniel Bachleda | –  | –  | –   | –  | –  | –  | –  | –  | –  | –  | –  | –  | –   | –  | q   | q  | –   | –   | –  | –   | –  | –     |
| Marcin Bachleda | –  | –  | –   | –  | –  | –  | –  | –  | –  | –  | –  | –  | –   | –  | 46  | 28 | 16  | 23  | q  | –   | –  | –     |
| Krystian Długopolski | –  | –  | –   | –  | –  | –  | –  | –  | –  | –  | –  | –  | –   | –  | q   | 47 | q   | 41  | –  | –   | –  | –     |
| Andrzej Galica | –  | –  | –   | –  | –  | –  | –  | –  | –  | –  | –  | –  | –   | –  | q   | 42 | –   | –   | –  | –   | –  | –     |
| Łukasz Kruczek | –  | –  | –   | –  | 37 | 37 | 43 | –  | q  | –  | –  | –  | –   | 49 | 26  | 49 | –   | –   | –  | –   | –  | –     |
| Paweł Kruczek | –  | –  | –   | –  | –  | –  | –  | –  | –  | –  | –  | –  | –   | –  | q   | 50 | –   | –   | –  | –   | –  | –     |
| Maciej Maciusiak | –  | –  | –   | –  | –  | –  | –  | –  | –  | –  | –  | –  | –   | –  | q   | q  | –   | –   | –  | –   | –  | –     |
| Adam Małysz | 1  | 2  | 1   | 2  | 1  | 4  | 1  | 1  | 1  | 5  | 3  | 2  | 9   | 4  | 7   | 1  | –   | –   | 2  | 5   | 2  | 3     |
| Robert Mateja | q  | q  | 30  | q  | 23 | –  | –  | 33 | 41 | q  | 40 | 43 | q   | 42 | 9   | 19 | –   | –   | –  | dsq | q  | q     |
| Tomasz Pochwała | 29 | 25 | q   | 42 | q  | 41 | 39 | –  | –  | 44 | 45 | 44 | q   | 32 | 17  | 15 | –   | –   | 42 | q   | –  | 41    |
| Wojciech Skupień | q  | 45 | 27  | 44 | 38 | –  | –  | q  | 47 | 48 | q  | q  | q   | –  | 40  | 33 | –   | –   | –  | –   | –  | –     |
| Grzegorz Sobczyk | –  | –  | –   | –  | –  | –  | –  | –  | –  | –  | –  | –  | –   | –  | q   | q  | –   | –   | –  | –   | –  | –     |
| Grzegorz Śliwka | –  | –  | –   | –  | –  | –  | –  | –  | –  | –  | –  | –  | –   | –  | 48  | 41 | 44  | 35  | –  | –   | –  | –     |
| Tomisław Tajner | q  | q  | 24  | 36 | –  | 44 | 38 | q  | 46 | q  | q  | q  | q   | –  | 41  | 35 | –   | –   | 47 | 44  | q  | 40    |
| Wojciech Tajner | –  | –  | –   | –  | –  | –  | –  | –  | –  | –  | –  | –  | –   | –  | q   | q  | q   | q   | –  | –   | –  | –     |
| Rosja |    |    |     |    |    |    |    |    |    |    |    |    |     |    |     |    |     |     |    |     |    |       |
| Aleksandr Biełow | q  | q  | q   | q  | q  | q  | q  | q  | q  | q  | q  | q  | q   | –  | –   | –  | 50  | 46  | –  | –   | –  | –     |
| Ildar Fatkullin | 39 | 49 | 40  | 31 | 33 | 26 | 26 | 31 | 30 | 8  | 15 | 23 | q   | –  | –   | –  | 12  | 24  | –  | –   | –  | –     |
| Anton Kaliniczenko | q  | q  | q   | q  | 32 | q  | 46 | q  | 50 | q  | 50 | q  | q   | –  | –   | –  | q   | 49  | –  | –   | –  | –     |
| Walerij Kobielew | q  | 37 | 26  | 17 | 6  | 20 | 27 | 29 | 9  | 32 | 8  | 7  | 28  | –  | –   | –  | 15  | 5   | –  | –   | –  | –     |
| Siergiej Kożewnikow | –  | –  | –   | –  | –  | –  | –  | –  | –  | –  | –  | –  | –   | 47 | q   | q  | –   | –   | –  | –   | –  | –     |
| Maksim Kuziennyj | –  | –  | –   | –  | –  | –  | –  | –  | –  | –  | –  | –  | –   | 50 | –   | –  | –   | –   | –  | –   | –  | –     |
| Aleksandr Wołkow | –  | –  | –   | –  | –  | –  | –  | –  | –  | –  | –  | –  | –   | q  | –   | –  | –   | –   | –  | –   | –  | –     |
| Dmitrij Żuczichin | –  | –  | –   | –  | –  | –  | –  | –  | –  | –  | –  | –  | –   | q  | 45  | 37 | –   | –   | –  | –   | –  | –     |
| Słowacja |    |    |     |    |    |    |    |    |    |    |    |    |     |    |     |    |     |     |    |     |    |       |
| Martin Mesík | q  | q  | q   | q  | –  | q  | q  | 46 | q  | q  | q  | q  | q   | 40 | 36  | q  | q   | q   | –  | –   | q  | q     |
| Dušan Oršula | –  | –  | –   | –  | q  | –  | –  | –  | –  | q  | q  | q  | q   | 43 | q   | q  | –   | –   | –  | –   | –  | –     |
| Matej Uram | q  | q  | –   | –  | –  | q  | q  | –  | –  | –  | –  | –  | –   | –  | q   | q  | –   | –   | –  | –   | –  | –     |
| Ján Zelenčík | –  | –  | –   | –  | q  | –  | –  | –  | –  | q  | –  | –  | –   | q  | q   | q  | –   | –   | –  | –   | –  | –     |
| Słowenia |    |    |     |    |    |    |    |    |    |    |    |    |     |    |     |    |     |     |    |     |    |       |
| Rok Benkovič | –  | –  | –   | –  | –  | –  | –  | 48 | 26 | –  | –  | –  | –   | –  | –   | –  | –   | –   | –  | –   | –  | –     |
| Damjan Fras | 41 | 18 | 16  | 25 | 13 | q  | 18 | 17 | 31 | q  | 26 | 24 | 27  | 24 | 21  | 20 | –   | –   | 17 | q   | 50 | 17    |
| Robert Kranjec | 43 | 26 | q   | 43 | q  | 31 | q  | 32 | 39 | q  | 14 | 8  | 4   | 15 | 8   | 10 | –   | –   | 3  | 6   | 9  | 6     |
| Grega Lang | –  | –  | –   | –  | –  | –  | –  | –  | –  | –  | –  | –  | –   | –  | –   | –  | q   | 30  | –  | –   | –  | –     |
| Igor Medved | 34 | 39 | q   | q  | q  | 45 | 50 | 23 | 44 | q  | q  | 31 | 30  | –  | 30  | 26 | –   | –   | 11 | 37  | 19 | 14    |
| Bine Norčič | –  | –  | –   | –  | q  | q  | –  | –  | –  | –  | –  | –  | –   | –  | –   | –  | –   | –   | –  | 35  | q  | 50    |
| Primož Peterka | q  | 42 | 44  | 40 | q  | 38 | 28 | 22 | 17 | 15 | 19 | 18 | 18  | 28 | 15  | 12 | –   | –   | 13 | 19  | 16 | 19    |
| Simon Podrebršek | –  | –  | 48  | q  | –  | –  | –  | –  | –  | –  | –  | –  | –   | –  | –   | –  | q   | q   | –  | –   | –  | –     |
| Jure Radelj | q  | 40 | q   | q  | –  | –  | –  | q  | q  | –  | –  | –  | –   | –  | q   | q  | –   | –   | –  | –   | –  | –     |
| Gorazd Robnik | –  | –  | –   | –  | q  | –  | –  | –  | –  | –  | –  | –  | –   | –  | –   | –  | –   | –   | –  | –   | –  | –     |
| Primož Urh-Zupan | q  | q  | q   | q  | –  | –  | –  | –  | –  | –  | –  | –  | –   | –  | –   | –  | –   | –   | –  | 45  | q  | q     |
| Blaž Vrhovnik | –  | –  | –   | –  | –  | –  | –  | –  | –  | –  | –  | q  | q   | –  | 23  | 21 | 41  | 39  | –  | 38  | q  | 41    |
| Peter Žonta | 23 | 14 | 28  | 20 | 13 | 30 | 19 | 12 | 11 | 18 | 17 | 24 | 8   | 37 | 10  | 25 | 7   | 4   | 15 | 14  | 20 | 15    |
| Stany Zjednoczone |    |    |     |    |    |    |    |    |    |    |    |    |     |    |     |    |     |     |    |     |    |       |
| Alan Alborn | 13 | 11 | 17  | 35 | –  | 6  | 4  | –  | –  | 25 | 24 | 29 | 6   | –  | –   | –  | 21  | 25  | 22 | 26  | 21 | 13    |
| Clint Jones | 9  | 12 | 31  | 32 | –  | 32 | 32 | –  | –  | 49 | q  | q  | 44  | –  | –   | –  | –   | –   | 27 | 32  | q  | 36    |
| Tommy Schwall | –  | –  | –   | –  | –  | –  | –  | –  | –  | –  | –  | –  | –   | –  | –   | –  | –   | –   | q  | –   | –  | –     |
| Szwajcaria |    |    |     |    |    |    |    |    |    |    |    |    |     |    |     |    |     |     |    |     |    |       |
| Simon Ammann | 30 | q  | q   | q  | –  | 7  | 2  | 3  | 2  | 3  | 5  | 11 | 15  | –  | –   | –  | –   | –   | 6  | 7   | 4  | 1     |
| Marco Däscher | –  | –  | –   | –  | –  | q  | q  | –  | –  | –  | –  | –  | –   | –  | –   | –  | –   | –   | –  | –   | –  | –     |
| Sylvain Freiholz | q  | 48 | q   | 45 | –  | q  | 44 | 25 | 48 | q  | 47 | q  | q   | 35 | 42  | 32 | –   | –   | 38 | 36  | 40 | 46    |
| Andreas Küttel | 35 | 44 | 11  | 18 | 9  | 43 | 17 | 18 | 13 | 29 | 29 | q  | q   | 22 | –   | –  | –   | –   | 18 | 30  | 33 | 26 \| |
| Joël Morerod | –  | –  | –   | –  | –  | q  | q  | –  | –  | –  | –  | –  | –   | –  | –   | –  | –   | –   | –  | –   | –  | –     |
| Marco Steinauer | 38 | q  | q   | q  | –  | q  | q  | q  | q  | q  | q  | q  | –   | 48 | 50  | q  | –   | –   | –  | –   | –  | q     |
| Marc Vogel | –  | –  | –   | –  | –  | q  | q  | –  | –  | –  | –  | –  | –   | –  | –   | –  | –   | –   | –  | –   | –  | –     |
| Szwecja |    |    |     |    |    |    |    |    |    |    |    |    |     |    |     |    |     |     |    |     |    |       |
| Kristoffer Jåfs | q  | 50 | 47  | q  | –  | 22 | 45 | 34 | 43 | q  | –  | q  | q   | –  | 32  | 34 | –   | –   | –  | q   | –  | –     |
| Johan Munters | –  | –  | –   | –  | –  | q  | q  | q  | q  | q  | q  | q  | q   | –  | –   | –  | –   | –   | –  | q   | –  | –     |
| Ukraina |    |    |     |    |    |    |    |    |    |    |    |    |     |    |     |    |     |     |    |     |    |       |
| Wołodymyr Boszczuk | –  | –  | –   | –  | –  | –  | –  | –  | –  | –  | –  | –  | –   | –  | q   | q  | –   | –   | –  | –   | –  | –     |
| Iwan Kozłow | q  | q  | –   | –  | –  | –  | –  | –  | –  | –  | –  | –  | –   | –  | q   | q  | –   | –   | –  | –   | –  | –     |
| Wielka Brytania |    |    |     |    |    |    |    |    |    |    |    |    |     |    |     |    |     |     |    |     |    |       |
| Glynn Pedersen | q  | q  | –   | –  | –  | –  | –  | q  | q  | q  | q  | q  | q   | –  | –   | –  | –   | –   | –  | –   | –  | –     |
| Włochy |    |    |     |    |    |    |    |    |    |    |    |    |     |    |     |    |     |     |    |     |    |       |
| Roberto Cecon | 10 | 10 | 15  | 47 | 43 | 10 | 10 | 19 | 14 | 45 | 12 | 12 | 7   | 9  | 27  | 31 | –   | –   | 32 | 18  | 17 | 22    |
| Legenda |    |    |     |    |    |    |    |    |    |    |    |    |     |    |     |    |     |     |    |     |    |       |
| 1-3 4-30 poniżej 30 dsq – dyskwalifikacja - – nie wystartował q – Zawodnik odpadł w kwalifikacjach dns – Zawodnik został zgłoszony do konkursu, lecz nie wystartował |    |    |     |    |    |    |    |    |    |    |    |    |     |    |     |    |     |     |    |     |    |       |

## Klasyfikacja generalna Pucharu Świata
| lp. | zawodnik             | kraj              | punkty |
| --- | -------------------- | ----------------- | ------ |
| 1.  | Adam Małysz          | Polska            | 1475   |
| 2.  | Sven Hannawald       | Niemcy            | 1259   |
| 3.  | Matti Hautamäki      | Finlandia         | 1048   |
| 4.  | Andreas Widhölzl     | Austria           | 874    |
| 5.  | Martin Schmitt       | Niemcy            | 795    |
| 6.  | Martin Höllwarth     | Austria           | 737    |
| 7.  | Simon Ammann         | Szwajcaria        | 628    |
| 8.  | Martin Koch          | Austria           | 561    |
| 9.  | Stephan Hocke        | Niemcy            | 508    |
| 10. | Risto Jussilainen    | Finlandia         | 474    |
| 11. | Kazuyoshi Funaki     | Japonia           | 460    |
| 12. | Stefan Horngacher    | Austria           | 434    |
| 13. | Andreas Goldberger   | Austria           | 419    |
| 14. | Peter Žonta          | Słowenia          | 364    |
| 15. | Janne Ahonen         | Finlandia         | 356    |
| 16. | Robert Kranjec       | Słowenia          | 348    |
| 17. | Roberto Cecon        | Włochy            | 299    |
| 18. | Hideharu Miyahira    | Japonia           | 279    |
| 19. | Veli-Matti Lindström | Finlandia         | 274    |
| 20. | Alan Alborn          | Stany Zjednoczone | 263    |
| 21. | Walerij Kobielew     | Rosja             | 237    |
| 22. | Christof Duffner     | Niemcy            | 230    |
| 23. | Noriaki Kasai        | Japonia           | 219    |
| 24. | Hiroki Yamada        | Japonia           | 194    |
| 25. | Primož Peterka       | Słowenia          | 180    |
| 26. | Jussi Hautamäki      | Finlandia         | 174    |
| 27. | Damjan Fras          | Słowenia          | 154    |
| 28. | Michael Uhrmann      | Niemcy            | 152    |
| 29. | Wolfgang Loitzl      | Austria           | 146    |
| 30. | Andreas Küttel       | Szwajcaria        | 145    |
| 31. | Toni Nieminen        | Finlandia         | 142    |
| 32. | Jakub Janda          | Czechy            | 141    |
| 33. | Alexander Herr       | Niemcy            | 129    |
| 34. | Georg Späth          | Niemcy            | 118    |
| 35. | Roar Ljøkelsøy       | Norwegia          | 117    |
| 36. | Anders Bardal        | Norwegia          | 109    |
| 37. | Tami Kiuru           | Finlandia         | 101    |
| 38. | Masahiko Harada      | Japonia           | 97     |
| 39. | Ildar Fatkullin      | Rosja             | 96     |
| 40. | Igor Medved          | Słowenia          | 69     |
| 40. | Jörg Ritzerfeld      | Niemcy            | 69     |
| 42. | Nicolas Dessum       | Francja           | 67     |
| 43. | Tommy Ingebrigtsen   | Norwegia          | 66     |
| 44. | Kimmo Yliriesto      | Finlandia         | 63     |
| 45. | Janne Ylijärvi       | Finlandia         | 57     |
| 46. | Janne Happonen       | Finlandia         | 56     |
| 47. | Clint Jones          | Stany Zjednoczone | 55     |
| 48. | Arttu Lappi          | Finlandia         | 51     |
| 49. | Robert Mateja        | Polska            | 50     |
| 50. | Dirk Else            | Niemcy            | 49     |
| 51. | Kazuya Yoshioka      | Japonia           | 45     |
| 52. | Michael Neumayer     | Niemcy            | 39     |
| 53. | Akira Higashi        | Japonia           | 38     |
| 53. | Tomasz Pochwała      | Polska            | 38     |
| 55. | Marcin Bachleda      | Polska            | 26     |
| 56. | Stefan Kaiser        | Austria           | 21     |
| 57. | Michal Doležal       | Czechy            | 20     |
| 58. | Manuel Fettner       | Austria           | 19     |
| 59. | Takanobu Okabe       | Japonia           | 18     |
| 59. | Blaž Vrhovnik        | Słowenia          | 18     |
| 59. | Daniel Forfang       | Norwegia          | 18     |
| 62. | Lassi Huuskonen      | Finlandia         | 15     |
| 63. | Ville Kantee         | Finlandia         | 13     |
| 63. | Hiroya Saitō         | Japonia           | 13     |
| 65. | Lars Bystøl          | Norwegia          | 12     |
| 65. | Kalle Keituri        | Finlandia         | 12     |
| 67. | Morten Solem         | Norwegia          | 10     |
| 68. | Ingemar Mayr         | Holandia          | 9      |
| 68. | Kristoffer Jåfs      | Szwecja           | 9      |
| 68. | Emmanuel Chedal      | Francja           | 9      |
| 71. | Frank Löffler        | Niemcy            | 8      |
| 71. | Ole Christen Enger   | Norwegia          | 8      |
| 73. | Tomisław Tajner      | Polska            | 7      |
| 74. | Sylvain Freiholz     | Szwajcaria        | 6      |
| 74. | Sigurd Pettersen     | Norwegia          | 6      |
| 74. | Stanisław Filimonow  | Kazachstan        | 6      |
| 77. | Łukasz Kruczek       | Polska            | 5      |
| 77. | Kai Bracht           | Niemcy            | 5      |
| 77. | Choi Heung-chul      | Korea Południowa  | 5      |
| 77. | Pekka Salminen       | Finlandia         | 5      |
| 77. | Yūta Watase          | Japonia           | 5      |
| 77. | Rok Benkovič         | Słowenia          | 5      |
| 83. | Wojciech Skupień     | Polska            | 4      |
| 83. | Jakub Jiroutek       | Czechy            | 4      |
| 85. | Sōta Okamura         | Japonia           | 3      |
| 86. | Rémi Santiago        | Francja           | 2      |
| 86. | Christoph Kreuzer    | Holandia          | 2      |
| 88. | Hansjörg Jäkle       | Niemcy            | 1      |
| 88. | Olav Magne Dønnem    | Norwegia          | 1      |
| 88. | Grega Lang           | Słowenia          | 1      |

## Klasyfikacja generalna Pucharu Narodów
| Miejsce | Kraj              | Punkty |
| ------- | ----------------- | ------ |
| 1.      | Niemcy            | 4812   |
| 2.      | Austria           | 4761   |
| 3.      | Finlandia         | 4691   |
| 4.      | Japonia           | 2721   |
| 5.      | Słowenia          | 2188   |
| 6.      | Polska            | 2105   |
| 7.      | Norwegia          | 897    |
| 8.      | Szwajcaria        | 779    |
| 9.      | Rosja             | 533    |
| 10.     | Francja           | 378    |
| 11.     | Stany Zjednoczone | 318    |
| 12.     | Włochy            | 299    |
| 13.     | Czechy            | 265    |
| 14.     | Kazachstan        | 56     |
| 15.     | Korea Południowa  | 55     |
| 16.     | Holandia          | 11     |
| 17.     | Szwecja           | 9      |